# Geiner Mosquera
Geiner Mosquera, född 8 januari 1984, är en friidrottare från Colombia. Han deltog vid olympiska sommarspelen 2008.